# Burni Datuberu
Burni Datuberu är ett berg i Indonesien.   Det ligger i provinsen Aceh, i den västra delen av landet, 1 600 km nordväst om huvudstaden Jakarta. Toppen på Burni Datuberu är 1 674 meter över havet, eller 129 meter över den omgivande terrängen. Bredden vid basen är 5,8 km.
Terrängen runt Burni Datuberu är kuperad åt nordost, men åt sydväst är den bergig.Runt Burni Datuberu är det mycket glesbefolkat, med 5 invånare per kvadratkilometer. I omgivningarna runt Burni Datuberu växer i huvudsak städsegrön lövskog.